# موغاينا

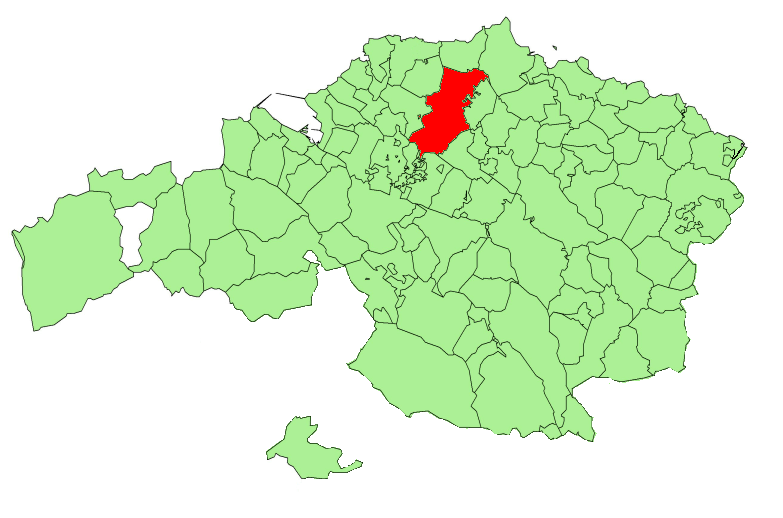
موقع البلدية

بلدية موغاينا (بالإسبانية: Mungia)‏ هي بلدية تقع في مقاطعة بيسكاي, التي تقع في منطقة الباسك شمالي إسبانيا.

## وصلات خارجية
- (بالإسبانية)